# 莫里茨王子 (巴腾堡)
莫里茨·维克托·唐纳德·巴腾堡（Maurice Victor Donald Battenberg，1891年10月3日—1914年10月27日），出生于巴尔莫勒尔城堡。巴腾堡王子。是巴騰堡的亨利王子和英國碧翠丝公主的幼子，维多利亚女王最年幼的外孙。他在第一次世界大戰中戰死。